# Firedemon
Firedemon är det svenska thrash metal-bandet Carnal Forges andra studioalbum. Det släpptes i november 2000 på Century Media Records  och var bandets första skiva på detta bolag. Skivan gavs även ut på vinyl och år 2007 i Ryssland.
Skivan producerades av Pelle Saether och bandets framtide basist Lars Lindén. Han ansvarade även för omslagskonst, grafisk design och fotografi. Firedemon är Carnal Forges första skiva med Jari Kuusistos bror Petri på bas. Han ersatte Dennis Vestman.

## Låtlista
1. "Too Much Hell Ain't Enough for Me" – 2:20
2. "Covered with Fire (I'm Hell)" – 4:09
3. "I Smell like Death (Son of a Bastard)" – 3:00
4. "Chained" – 2:51
5. "Defacer" – 3:06
6. "Pull the Trigger" – 2:31
7. "Uncontrollable" – 3:16
8. "Firedemon" – 2:27
9. "Cure of Blasphemy" – 2:56
10. "Headfucker" – 3:30
11. "The Torture Will Never Stop" – 2:03
12. "A Revel in Violence" – 2:46

## Medverkande
Musiker
- Jonas Kjellgren – sång
- Jari Kuusisto – gitarr
- Johan Magnusson – gitarr
- Petri Kuusisto – basgitarr
- Stefan Westerberg – trummor

Produktion
- Pelle Saether – producent, inspelningstekniker, mixning
- Lars Lindén – producent, inspelningstekniker, mixning, albumkonst, design, foto
- Jonas Kjellgren – mixning, inspelningstekniker
- Ulf Horbelt – mastering
- Camilla Johansson – foto
- Niklas Wingren – foto